# گلدن تلکام
گلدن تلکام (انگلیسی: Golden Telecom) شرکت مخابرات آمریکایی است، که در سال ۱۹۹۶ تأسیس شد.